# Jamaikaamazone
Die Jamaikaamazone (Amazona collaria) auch Jamaika-Amazone ist eine Papageienart aus der Gattung der Amazonenpapageien. Sie ist eine der endemischen Neuweltpapageien, deren Verbreitungsgebiet auf die Insel Jamaika begrenzt ist.
Wie alle Amazonenpapageien zeichnet sich auch die Jamaikaamazone durch ein überwiegend grünes Körpergefieder aus. Die Körperlänge dieser Papageienart ist 28 Zentimeter. An der Körperunterseite ist das Gefieder gelblichgrün. Stirn und die Augenpartie sind weiß gefiedert. Die Wangen sind blaugrün, die Kehle und der vordere Teil des Halses sind rötlich mit einem grünen Saum gefiedert. Schnabel und Beine sind hornfarben.
Wie viele der nur auf Inseln vertretenen Amazonenpapageien ist auch die Jamaikaamazone vom Aussterben bedroht. Möglicherweise wird diese Art nur in Gefangenschaft fortbestehen. Der farbig wirkende Vogel ist einfach nachzuzüchten. Von Nachteil ist, dass er verhältnismäßig laut ist. Seine lauten Rufe lässt er nicht nur morgens und abends hören, sondern auch immer dann, wenn er aufgeschreckt wird oder etwas sein Missfallen erregt.